# Poyrazlı (Bekilli)
Poyrazlı (früher Ekse) ist ein Dorf im Landkreis Bekilli der türkischen Provinz Denizli. Poyrazlı liegt etwa 93 km nordöstlich der Provinzhauptstadt Denizli und 8 km nordöstlich von Bekilli. Poyrazlı hatte laut der letzten Volkszählung 343 Einwohner (Stand Ende Dezember 2010).